# Marie-Roberte Guignard
Cette page contient des caractères spéciaux ou non latins. S’ils s’affichent mal (▯, ?, etc.), consultez la page d’aide Unicode.
Marie-Roberte Guignard, née Dolléans le 21 février 1911 à Saint-Étienne et morte le 30 janvier 1972 dans le 4ème arrondissement de Paris, est une orientaliste française, conservateur à la Bibliothèque nationale.
Son nom chinois est 杜乃扬, prononcé Dounaiyang. 

## Biographie
Intéressée dès son adolescence par l’orientalisme, elle fit des études de chinois et de japonais à l'École nationale des langues orientales vivantes ; elle eut pour maîtres de grands sinologues tels que Paul Pelliot, Henri Maspero, Marcel Granet, Paul Demiéville. 
Remarquée par ses qualités, elle fut envoyée en 1934 au Département des Collections étrangères à la Bibliothèque nationale de Pékin, où elle se chargeait du catalogage du fonds français, alors que la partie chinoise envoya M. Wang Zhongmin à Paris afin qu’il rédigeât les catalogues des collections chinoises manuscrites et imprimées du département des Manuscrits de la Bibliothèque nationale. 
Son travail très apprécié par le président par intérim de la Bibliothèque nationale de Pékin M. Yuan Tongli, sa mission fut prolongée jusqu’en 1939. De retour en France, elle fut nommée bibliothécaire au Cabinet oriental du Département des manuscrits, et chargée des collections orientales. En 1944 elle s’est mariée avec M. Jacques Guignard, conservateur de la Réserve du Département des Imprimés. 
C'est sous sa surveillance que fut aménagée au Cabinet des manuscrits, une nouvelle salle de lecture réservée aux orientalistes qui fut ouverte au public en 196I, les savants et chercheurs purent avoir ainsi à leur disposition les fichiers et matériaux de travail indispensables. C'est également grâce à elle que s’enrichirent les collections et que furent publiés les catalogues des fonds éthiopien, khmer, sanscrit et surtout Pelliot-chinois de Dunhuang.
Elle a organisé de nombreuses expositions, dont les Écritures et livres à travers les âges (1948), L'Art du livre à l'Imprimerie Nationale des origines à nos jours (1951), Rabindranath Tagore (1961). Dès 1966, elle fut chargée de cours à l'Institut des Hautes études chinoises de l'Université de Paris, sur l'étude des collections chinoises de la Bibliothèque nationale.
Elle fut membre du Conseil de la Société asiatique, par son érudition et son excellent travail, elle reçut de nombreuses distinctions honorifiques : chevalier de la Légion d'honneur, commandeur des Palmes académiques, et chevalier des Arts et Lettres.

## Sources
- BBF 1972 - Paris, t. 17, no 4, "Nécrologie : Marie-Roberte Guignard (1911-1972)"
- « 国学与汉学: 近代中外学界交往录»./ 桑兵, 1999